# Rhododendron calendulaceum
Rhododendron calendulaceum es una especie de Rhododendron nativa de las montañas Apalaches en el este de los Estados Unidos, que van desde el sur de Nueva York hasta el norte de Georgia.

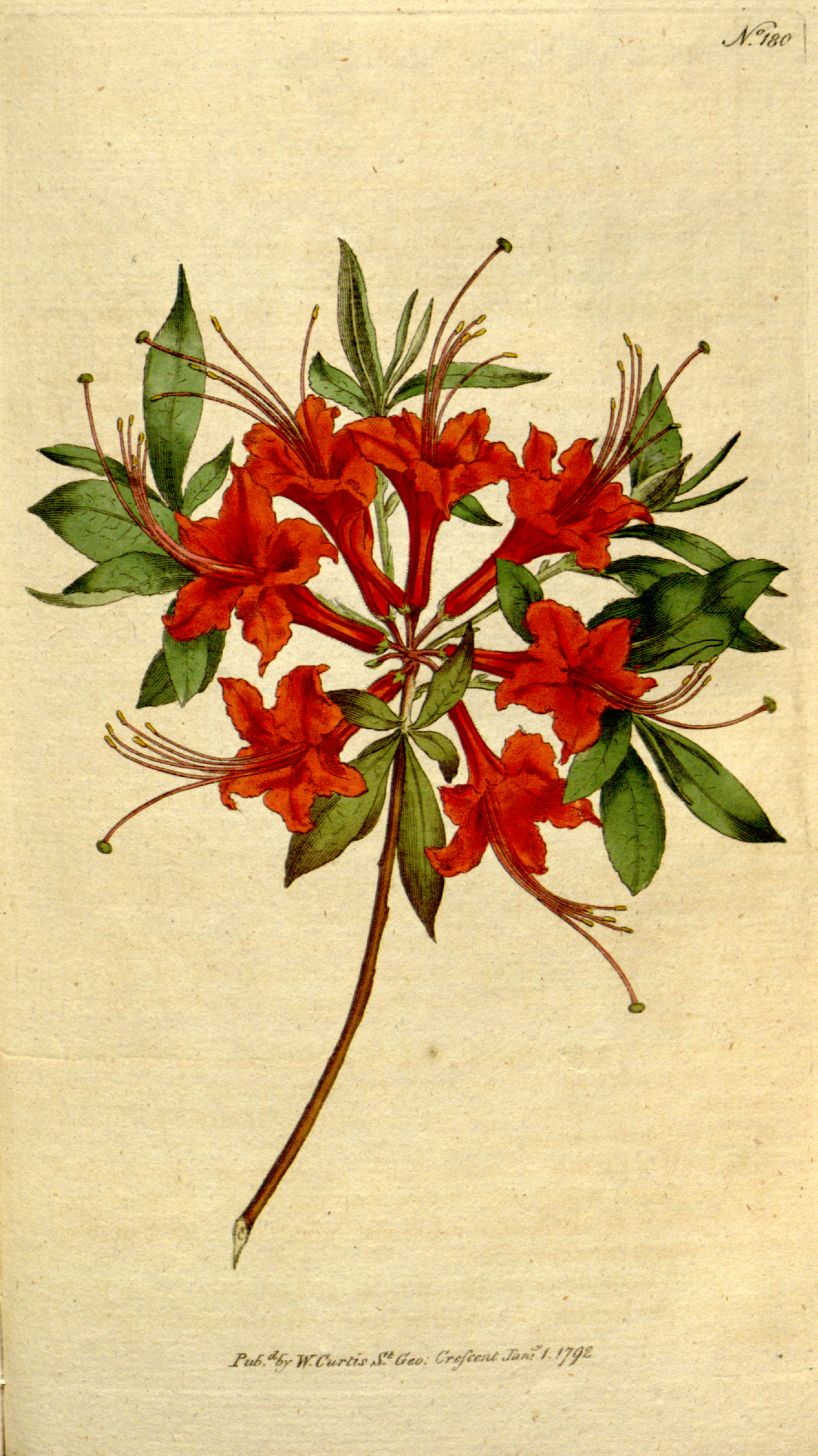
Ilustración

## Descripción
Se trata de un arbusto de hoja caduca, que alcanza un tamaño de 120-450 cm de altura. Las hojas son de 3-7 cm de largo, ligeramente opaco verde por encima y por debajo con vellosidades. Las flores miden 4-5 cm de largo, generalmente de color naranja brillante, pero puede variar de color naranja pastel a naranja rojizo oscuro.

## Taxonomía
Rhododendron calendulaceum fue descrita por (Michx.) Torr. y publicado en A Flora of the Northern and Middle Sections of the United States 1: 425. 1824.
Etimología
Rhododendron: nombre genérico que proviene de los vocablos griegos ῥόδον ( rhodon = "rosa") y δένδρον ( dendron = "árbol").
calendulaceum: epíteto latino que significa "como el género Calendula".
Sinonimia
- Azalea calendulacea Michx.[3]